# L'Orphée
L'Orphée est un poème de Tristan L'Hermite, dédié au castrat Blaise Berthod et publié en 1641 dans le recueil de La Lyre.

## Présentation

### Texte
L'Orphée est un long poème en alexandrins, avec quelques quatrains hétérométriques composés d'alexandrins et d'hexasyllabes :
Monarque redouté qui règnes sur les Ombres,

Je ne suis pas venu dessus ces rives sombres

Pour enlever ton sceptre et me faire Empereur

           De ces lieux pleins d'horreur.

En mon pieux dessein, je n'ai point d'autres armes

Que les gémissements, les soupirs et les larmes,

Avec tous les ennuis dont peut être chargé

           Un amant affligé.

### Publication
L'Orphée est publié en 1641 dans le recueil de La Lyre.

## Postérité

### Éditions nouvelles
En 1909, Adolphe van Bever reprend le début de L'Orphée dans la collection « Les plus belles pages » pour le Mercure de France. En 1925, Pierre Camo publie une réédition intégrale des Amours et une sélection de La Lyre, dont L'Orphée en entier. En 1960, Amédée Carriat retient des fragments du poème dans son Choix de pages de toute l'œuvre en vers et en prose de Tristan. En 1962, Philip Wadsworth retient le début et la fin du poème dans son choix de Poésies de Tristan pour Pierre Seghers.

### Œuvres complètes
- Jean-Pierre Chauveau et al., Tristan L'Hermite, Œuvres complètes (tome II) : Poésie I, Paris, Honoré Champion, coll. « Sources classiques » (no 41), 2002, 576 p. (ISBN 978-2-745-30606-7)

### Anthologies
- Pierre Camo (préface et notes), Les Amours et autres poésies choisies, Paris, Garnier Frères, 1925, XXVII-311 p.
- Amédée Carriat (présentation et annotations), Tristan L'Hermite : Choix de pages, Limoges, Éditions Rougerie, 1960, 264 p.
- Adolphe van Bever (notice et appendices), Tristan L'Hermite, Paris, Mercure de France, coll. « Les plus belles pages », 1909, 320 p.
- Philip Wadsworth (présentation et notes), Tristan L'Hermite : Poésies, Paris, Pierre Seghers, 1962, 150 p.

### Ouvrages cités
- Napoléon-Maurice Bernardin, Un Précurseur de Racine : Tristan L'Hermite, sieur du Solier (1601-1655), sa famille, sa vie, ses œuvres, Paris, Alphonse Picard, 1895, XI-632 p.
- Amédée Carriat, Tristan, ou L'éloge d'un poète, Limoges, Éditions Rougerie, 1955, 146 p.